# Chiesa di Sant'Agostino (Modugno)
La chiesa di Sant'Agostino è un luogo di culto di Modugno (BA).
Si trova tra via Tagliamento e via Veneto. Nel Cinquecento era una cappella gentilizia fuori le mura cittadine appartenente alla famiglia Faenza. In seguito venne donata agli Agostiniani che eressero un convento accanto ad essa. A metà dell'Ottocento avvenne la soppressione del convento e la struttura del convento venne trasformata in ospedale. Negli anni cinquanta del XX secolo, la chiesa venne ristrutturata e trasformata in parrocchia.

## Storia
La chiesa di Sant'Agostino è prodotto del restauro di una cappella gentilizia del XVI secolo, dedicata a Santa Maria delle Grazie e appartenuta alla famiglia Faenza.
Questa cappella era situata fuori dalle mura cittadine, nella zona detta della "porta staccata".
Il 17 marzo 1591 il terreno vicino alla cappella venne donato da Maria Faenza ai Padri Agostiniani, che si trasferirono a Modugno il 14 ottobre del 1593. L'arrivo degli Agostiniani a Modugno fu voluto dalle famiglie nobili che si trasferirono dalla Lombardia al seguito di Isabella d'Aragona e di Bona Sforza. Infatti, l'ordine religioso legato alla regola di Sant'Agostino era particolarmente diffuso in Nord Italia, ma meno al Sud. Gli Agostiniani sostituirono nella vita religiosa modugnese i Domenicani e il segno più evidente di questo cambiamento fu la sostituzione del Santo patrono di Modugno da San Pietro Martire che visse come frate domenicano al frate agostiniano San Nicola da Tolentino.
Il 18 marzo 1618 venne consacrata dal vescovo di Mileto Pietro Pitar la nuova chiesa, sempre dedicata a Santa Maria delle Grazie, che inglobava la vecchia cappella gentilizia ed era annessa al convento agostiniano.
Dal 13 febbraio 1807, come conseguenza della legge eversiva emanata dal re di Napoli Giuseppe Bonaparte, la cappella e il convento passarono al demanio regio e poi al Comune di Modugno il quale, nel 1820 li affidò all'opera pia Sacro Monte di Pietà con lo scopo di realizzare un ospedale. La chiesa venne lasciata progressivamente al degrado.
Nella metà del XX secolo, l'Arcivescovo Marcello Mimmi volle creare una nuova parrocchia a Modugno, la seconda dopo quella della Chiesa Matrice. A questo scopo, un primo tentativo di chiedere la concessione della chiesa all'opera pia Sacro Monte di Pietà venne effettuato nel 1941 dall'Arciprete di Modugno Alvigini, ma senza risultati. Nel 1950 il complesso, in stato di abbandono, venne ceduto al Capitolo Arcivescovile che provvide a restaurarlo e a creare la Parrocchia di Sant'Agostino. La parrocchia di Sant'Agostino venne creata il 2 dicembre 1950: il primo parroco fu Don Biagio Trentadue.
I lavori che proseguirono fino al 1967 modificarono sia la facciata che l'interno della struttura con sostituzione degli arredi interni e la trasformazione della cappella della Madonna delle Grazie in sagrestia.

### La processione "du monde"
Fino alla ristrutturazione degli anni cinquanta, all'interno di questa chiesa, e specialmente nella seconda cappella, erano presenti una serie di nicchie che custodivano le statue che sfilavano per le vie del paese in occasione della processione dei misteri del venerdì santo. La processione partiva proprio da questa chiesa, dove aveva sede la Confraternita del Sacro Monte di Pietà. Dal nome di questa confraternita, trae origine il nome che i cittadini modugnesi tradizionalmente danno alla processione del venerdì santo: "du monde" (processione del monte).

## Descrizione

### Facciata
Nel prospetto, il portale rettangolare è in legno e riporta la data del 1858.
Questo portale è sormontato da un timpano triangolare che comprende un bassorilievo della Madonna delle Grazie con Bambino e la data 1609. Nell'architrave sono riportati gli stemmi del Comune di Modugno e della famiglia Faenza, un bassorilievo di Sant'Agostino e l'iscrizione in latino: “AUGUSTINUS LUX DOCTORUM – FIRMAMENTUM ECCLESIE” (Traduzione italiana: Agostino luce dei Dottori – colonna della chiesa). Sormonta tutta questa architettura, il busto rappresentante l'Ecce Homo in una piccola nicchia con volta a conchiglia.
Completa la facciata una vasta finestra rettangolare con cornice riccamente decorata con fasce di fogliame sia all'esterno che nel lato interno. I fregi che ornano la facciata della chiesa sono opera degli artigiani modugnesi Giovanni Colella e Tonno de Attolico e degli altamurani Stefano de Piscioia e Scipione Cagnazzi.
Sul lato sinistro dell'edificio di erge un campanile a vela con doppio fornice. A sinistra dell'ingresso della chiesa, è possibile vedere il chiostro dell'ex-convento.

### Interno
L'interno della chiesa è a navata unica con volta a botte lunettata. Presenta, sul lato destro, quattro cappelle gentilizie e, sul lato sinistro, quattro grandi archi. Tutto l'interno è riccamente decorato da stucchi, che riportano diversi motivi vegetali e angelici, realizzati nel 1721 dall'artista napoletano Maurizio D'Alesio. Sempre risalente al XVIII secolo e la struttura della cantoria e l'organo.
La prima cappella era di patronato della famiglia Stella. Questa cappella è dedicata a San Nicola da Tolentino e custodisce una statua lignea realizzata nel 1785 dallo scultore andriese Arcangelo Spirdicchio., spostata dal 1963 per un periodo nella chiesa di Santa Lucia.
L'altare di questa cappella è in stile barocco leccese è stato fatto realizzare nel 1716 da Giuseppe Stella (fratello di Rocco e Gian Battista) dall'artista leccese Pasquale Simone. Esso è riccamente decorato con colonne tortili e putti.
La seconda cappella apparteneva alla famiglia Scarli ed era dedicata alla Natività di Gesù. Dalla ristrutturazione della chiesa degli anni cinquanta, questa cappella è dedicata alla Madonna di Lourdes ed ospita una grotta con piccola statua della Madonna di Lourdes, creata da Fedele Marrano di Giovinazzo nel 1954.
La terza cappella era di patronato della famiglia Scura ed era dedicata alla Pietà. Le pareti sono affrescate con dipinti rappresentanti San Francesco da Paola, realizzati nel 1707 per iniziativa della famiglia Risotti.
La quarta cappella era dedicata alla Madonna delle Grazie e costituiva la prima cappella del Cinquecento appartenente alla famiglia Faenza. Nel rifacimento degli anni cinquanta, questa cappella venne trasformata in sagrestia.
Nel lato sinistro, quattro arconi conservano, in ordine: il primo, un crocifisso ligneo; il secondo, lo stemma della famiglia Grandi e un dipinto su tela del XVIII secolo con stile bizantineggiante e rappresentante la Madonna del Carmine; il terzo, lo stemma della famiglia Scura, un altare in legno dorato dedicato al Sacro Cuore, un dipinto del XVI secolo rappresentante Sant'Agostino, dipinto del Sacro Cuore; il quarto, un dipinto su tela del XVII secolo di San Carlo Borromeo.
Il presbiterio è incorniciato da un grande arco riccamente decorato ad opera dello stuccatore napoletano Maurizio D'Alesio.
Nella parte superiore del presbiterio, è custodita la molto pregevole cantoria in legno dipinto in verde e dorato, caratterizzata da teste di putti ed angeli e una balaustra con colonnine su cui è apposto il grande stemma di un'aquila bicipite con i simboli dell'Ordine di Sant'Agostino: il cuore trafitto da una freccia e un libro.
La chiesa custodiva la statua della Madonna Addolorata, successivamente spostata nella chiesa di Santa Lucia.

#### Organo a canne
Sulla cantoria dietro l'altar maggiore è situato un organo positivo di scuola napoletana, costruito nel 1718 e restaurato nel 2003 dall'organaro Nicola Canosa.
Lo strumento, a trasmissione meccanica, ha una tastiera di 45 tasti con prima ottava scavezza e una pedaliera di otto pedali priva di registri propri e costantemente unita alla tastiera.